# Lentilha Le Puy

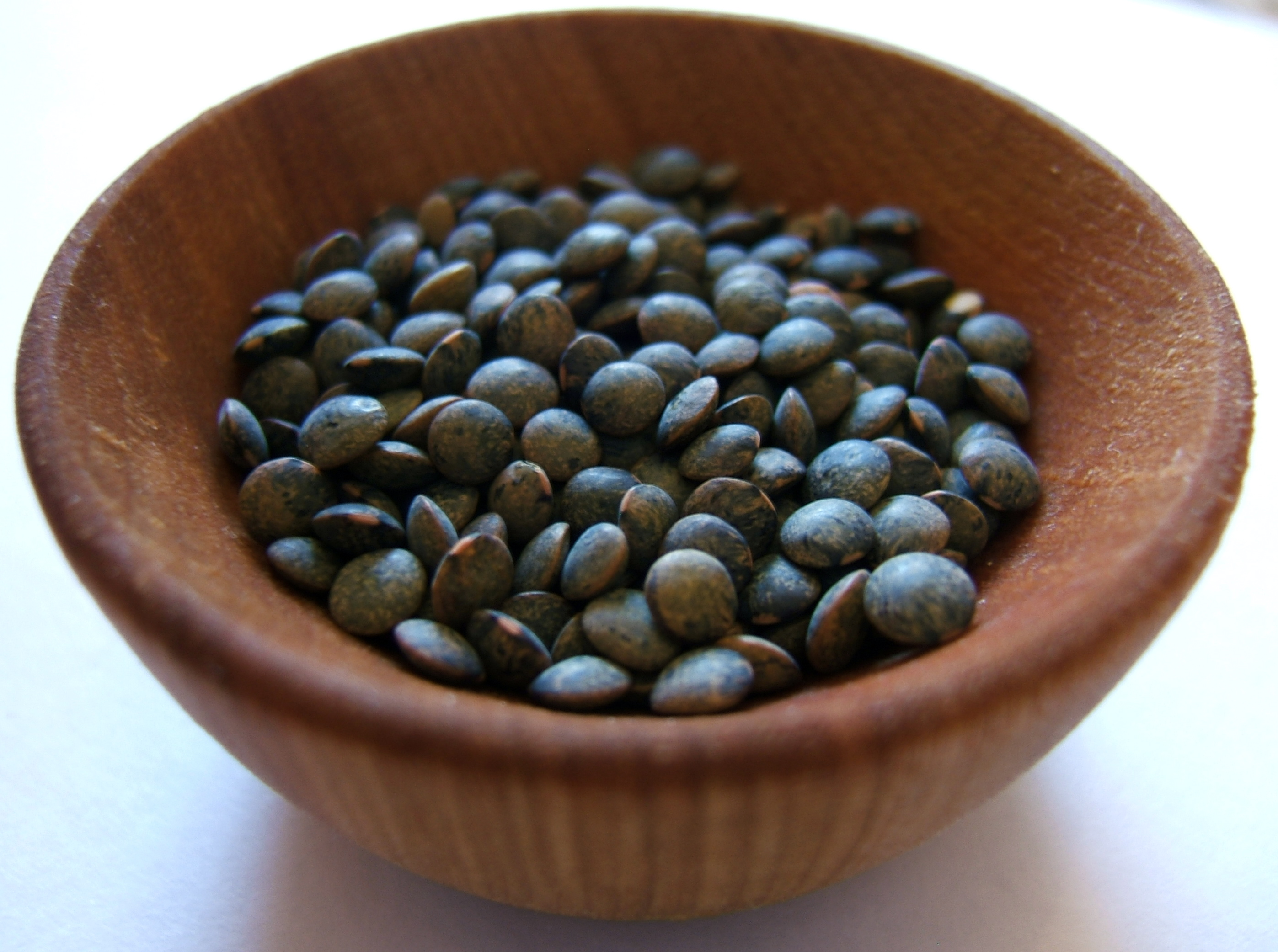
Lentilhas Puy em uma tigela de madeira

Lentilhas Le Puy são uma variedade pequena, malhada, de coloração cinza ou esverdeada de lentilha, originária da França.
O termo "lentilha verde Le Puy" é protegido em toda a União Europeia (UE) sob a Denominação de Origem Protegida (DOP) desse órgão regulador e, na França, como uma denominação de origem protegida (AOC). Na UE, o termo só pode ser usado para designar lentilhas provenientes da prefeitura de Le Puy (principalmente na comuna de Le Puy-en-Velay) na região francesa de Auvergne. Essas lentilhas são cultivadas na região há mais de 2.000 anos, e dizem que têm qualidades gastronômicas que vêm do terroir (no caso atribuídas ao solo vulcânico da região). São elogiadas por seu sabor apimentado único e pela capacidade de manter sua forma após o cozimento. 
 